# Diestostemma niveum
Diestostemma niveum är en insektsart som beskrevs av Melichar 1924. Diestostemma niveum ingår i släktet Diestostemma och familjen dvärgstritar. Inga underarter finns listade i Catalogue of Life.